# Danh sách tiểu hành tinh: 19301–19400
| Tên                  | Tên đầu tiên | Ngày phát hiện       | Nơi phát hiện  | Người phát hiện                                  |
| -------------------- | ------------ | -------------------- | -------------- | ------------------------------------------------ |
| 19301 -              | 1996 SF8     | 21 tháng 9 năm 1996  | Xinglong       | Chương trình tiểu hành tinh Bắc Kinh Schmidt CCD |
| 19302 -              | 1996 TD      | 1 tháng 10 năm 1996  | Uppsala        | L. Kamél, K. Lundgren                            |
| 19303 -              | 1996 TP1     | 5 tháng 10 năm 1996  | Kitami         | K. Endate, K. Watanabe                           |
| 19304 -              | 1996 TQ1     | 5 tháng 10 năm 1996  | Kitami         | K. Endate, K. Watanabe                           |
| 19305                | 1996 TH10    | 9 tháng 10 năm 1996  | Kushiro        | S. Ueda, H. Kaneda                               |
| 19306 -              | 1996 TN12    | 12 tháng 10 năm 1996 | Stroncone      | A. Vagnozzi                                      |
| 19307 -              | 1996 TG13    | 14 tháng 10 năm 1996 | Kitami         | K. Endate, K. Watanabe                           |
| 19308                | 1996 TO66    | 12 tháng 10 năm 1996 | Mauna Kea      | C. A. Trujillo, D. C. Jewitt, J. X. Luu          |
| 19309 -              | 1996 UK1     | 20 tháng 10 năm 1996 | Kashihara      | F. Uto                                           |
| 19310 Osawa          | 1996 VF1     | 4 tháng 11 năm 1996  | Tokyo-Mitaka   | I. Sato, H. Fukushima                            |
| 19311 -              | 1996 VF3     | 12 tháng 11 năm 1996 | Sudbury        | D. di Cicco                                      |
| 19312                | 1996 VR7     | 15 tháng 11 năm 1996 | Nachi-Katsuura | Y. Shimizu, T. Urata                             |
| 19313 -              | 1996 VF8     | 6 tháng 11 năm 1996  | Kitami         | K. Endate, K. Watanabe                           |
| 19314 -              | 1996 VT8     | 7 tháng 11 năm 1996  | Kitami         | K. Endate, K. Watanabe                           |
| 19315 -              | 1996 VY8     | 7 tháng 11 năm 1996  | Kitami         | K. Endate, K. Watanabe                           |
| 19316 -              | 1996 WB      | 16 tháng 11 năm 1996 | Oizumi         | T. Kobayashi                                     |
| 19317 -              | 1996 WS1     | 30 tháng 11 năm 1996 | Oizumi         | T. Kobayashi                                     |
| 19318 Somanah        | 1996 XB2     | 2 tháng 12 năm 1996  | Sormano        | F. Manca, M. Cavagna                             |
| 19319 -              | 1996 XX2     | 3 tháng 12 năm 1996  | Oizumi         | T. Kobayashi                                     |
| 19320 -              | 1996 XB6     | 7 tháng 12 năm 1996  | Oizumi         | T. Kobayashi                                     |
| 19321 -              | 1996 XY7     | 1 tháng 12 năm 1996  | Kitt Peak      | Spacewatch                                       |
| 19322 -              | 1996 XQ11    | 4 tháng 12 năm 1996  | Kitt Peak      | Spacewatch                                       |
| 19323 -              | 1996 XM13    | 9 tháng 12 năm 1996  | Sudbury        | D. di Cicco                                      |
| 19324 -              | 1996 XA18    | 7 tháng 12 năm 1996  | Kitt Peak      | Spacewatch                                       |
| 19325 -              | 1996 XC18    | 7 tháng 12 năm 1996  | Kitt Peak      | Spacewatch                                       |
| 19326 -              | 1996 XD19    | 8 tháng 12 năm 1996  | Oizumi         | T. Kobayashi                                     |
| 19327 -              | 1996 XH19    | 8 tháng 12 năm 1996  | Oizumi         | T. Kobayashi                                     |
| 19328 -              | 1996 XY28    | 12 tháng 12 năm 1996 | Kitt Peak      | Spacewatch                                       |
| 19329 -              | 1996 XZ30    | 14 tháng 12 năm 1996 | Oizumi         | T. Kobayashi                                     |
| 19330 -              | 1996 XJ31    | 14 tháng 12 năm 1996 | Oizumi         | T. Kobayashi                                     |
| 19331 -              | 1996 XL33    | 4 tháng 12 năm 1996  | Cima Ekar      | U. Munari, M. Tombelli                           |
| 19332 -              | 1996 YQ1     | 18 tháng 12 năm 1996 | Xinglong       | Chương trình tiểu hành tinh Bắc Kinh Schmidt CCD |
| 19333 -              | 1996 YT1     | 19 tháng 12 năm 1996 | Xinglong       | Beijing Schmidt CCD Asteroid Program             |
| 19334 -              | 1996 YV1     | 19 tháng 12 năm 1996 | Xinglong       | Beijing Schmidt CCD Asteroid Program             |
| 19335 -              | 1996 YL2     | 28 tháng 12 năm 1996 | Oizumi         | T. Kobayashi                                     |
| 19336 -              | 1997 AF      | 2 tháng 1 năm 1997   | Oizumi         | T. Kobayashi                                     |
| 19337 -              | 1997 AT      | 2 tháng 1 năm 1997   | Oizumi         | T. Kobayashi                                     |
| 19338 -              | 1997 AB2     | 3 tháng 1 năm 1997   | Oizumi         | T. Kobayashi                                     |
| 19339 -              | 1997 AF4     | 6 tháng 1 năm 1997   | Oizumi         | T. Kobayashi                                     |
| 19340 -              | 1997 AV4     | 6 tháng 1 năm 1997   | Oizumi         | T. Kobayashi                                     |
| 19341 -              | 1997 AQ5     | 7 tháng 1 năm 1997   | Oizumi         | T. Kobayashi                                     |
| 19342 -              | 1997 AA7     | 9 tháng 1 năm 1997   | Oizumi         | T. Kobayashi                                     |
| 19343                | 1997 AR7     | 5 tháng 1 năm 1997   | Xinglong       | Chương trình tiểu hành tinh Bắc Kinh Schmidt CCD |
| 19344                | 1997 AD14    | 2 tháng 1 năm 1997   | Xinglong       | Beijing Schmidt CCD Asteroid Program             |
| 19345 -              | 1997 BV2     | 30 tháng 1 năm 1997  | Oizumi         | T. Kobayashi                                     |
| 19346 -              | 1997 CG1     | 1 tháng 2 năm 1997   | Oizumi         | T. Kobayashi                                     |
| 19347 -              | 1997 CH9     | 1 tháng 2 năm 1997   | Kitt Peak      | Spacewatch                                       |
| 19348 Cueca          | 1997 CL12    | 3 tháng 2 năm 1997   | Kitt Peak      | Spacewatch                                       |
| 19349 Denjoy         | 1997 CF22    | 13 tháng 2 năm 1997  | Prescott       | P. G. Comba                                      |
| 19350                | 1997 CU28    | 6 tháng 2 năm 1997   | Xinglong       | Chương trình tiểu hành tinh Bắc Kinh Schmidt CCD |
| 19351 -              | 1997 EK      | 1 tháng 3 năm 1997   | Oizumi         | T. Kobayashi                                     |
| 19352 -              | 1997 EL      | 1 tháng 3 năm 1997   | Oizumi         | T. Kobayashi                                     |
| 19353 Pierrethierry  | 1997 EQ30    | 10 tháng 3 năm 1997  | Ramonville     | C. Buil                                          |
| 19354 -              | 1997 FS2     | 31 tháng 3 năm 1997  | Socorro        | LINEAR                                           |
| 19355 -              | 1997 FU2     | 31 tháng 3 năm 1997  | Socorro        | LINEAR                                           |
| 19356 -              | 1997 GH3     | 6 tháng 4 năm 1997   | Haleakala      | NEAT                                             |
| 19357 -              | 1997 GZ7     | 2 tháng 4 năm 1997   | Socorro        | LINEAR                                           |
| 19358 -              | 1997 GO23    | 6 tháng 4 năm 1997   | Socorro        | LINEAR                                           |
| 19359 -              | 1997 GB35    | 3 tháng 4 năm 1997   | Socorro        | LINEAR                                           |
| 19360 -              | 1997 JS12    | 3 tháng 5 năm 1997   | La Silla       | E. W. Elst                                       |
| 19361 -              | 1997 KH4     | 31 tháng 5 năm 1997  | Kitt Peak      | Spacewatch                                       |
| 19362 -              | 1997 MX3     | 28 tháng 6 năm 1997  | Socorro        | LINEAR                                           |
| 19363 -              | 1997 OL2     | 31 tháng 7 năm 1997  | Caussols       | ODAS                                             |
| 19364 Semafor        | 1997 SM1     | 21 tháng 9 năm 1997  | Ondřejov       | L. Šarounová                                     |
| 19365 -              | 1997 VL5     | 8 tháng 11 năm 1997  | Oizumi         | T. Kobayashi                                     |
| 19366 Sudingqiang    | 1997 VZ7     | 6 tháng 11 năm 1997  | Xinglong       | Chương trình tiểu hành tinh Bắc Kinh Schmidt CCD |
| 19367 Pink Floyd     | 1997 XW3     | 3 tháng 12 năm 1997  | Caussols       | ODAS                                             |
| 19368 -              | 1997 XZ4     | 6 tháng 12 năm 1997  | Caussols       | ODAS                                             |
| 19369 -              | 1997 YO      | 20 tháng 12 năm 1997 | Oizumi         | T. Kobayashi                                     |
| 19370 -              | 1997 YY8     | 25 tháng 12 năm 1997 | Haleakala      | NEAT                                             |
| 19371 -              | 1997 YP11    | 27 tháng 12 năm 1997 | Gekko          | T. Kagawa, T. Urata                              |
| 19372 -              | 1997 YP13    | 31 tháng 12 năm 1997 | Oizumi         | T. Kobayashi                                     |
| 19373 -              | 1997 YC14    | 31 tháng 12 năm 1997 | Oizumi         | T. Kobayashi                                     |
| 19374 -              | 1997 YG17    | 27 tháng 12 năm 1997 | Kitt Peak      | Spacewatch                                       |
| 19375 -              | 1998 AB5     | 6 tháng 1 năm 1998   | Woomera        | F. B. Zoltowski                                  |
| 19376 -              | 1998 BE1     | 19 tháng 1 năm 1998  | Oizumi         | T. Kobayashi                                     |
| 19377                | 1998 BE4     | 21 tháng 1 năm 1998  | Nachi-Katsuura | Y. Shimizu, T. Urata                             |
| 19378 -              | 1998 BB7     | 24 tháng 1 năm 1998  | Oizumi         | T. Kobayashi                                     |
| 19379 Labrecque      | 1998 BR7     | 24 tháng 1 năm 1998  | Haleakala      | NEAT                                             |
| 19380 -              | 1998 BB11    | 23 tháng 1 năm 1998  | Socorro        | LINEAR                                           |
| 19381 -              | 1998 BB15    | 24 tháng 1 năm 1998  | Haleakala      | NEAT                                             |
| 19382 -              | 1998 BH25    | 28 tháng 1 năm 1998  | Oizumi         | T. Kobayashi                                     |
| 19383 Rolling Stones | 1998 BZ32    | 29 tháng 1 năm 1998  | Caussols       | ODAS                                             |
| 19384 Winton         | 1998 CP1     | 6 tháng 2 năm 1998   | Kleť           | J. Tichá, M. Tichý                               |
| 19385                | 1998 CE4     | 13 tháng 2 năm 1998  | Xinglong       | Chương trình tiểu hành tinh Bắc Kinh Schmidt CCD |
| 19386 Axelcronstedt  | 1998 CR4     | 6 tháng 2 năm 1998   | La Silla       | E. W. Elst                                       |
| 19387 -              | 1998 DA2     | 18 tháng 2 năm 1998  | Woomera        | F. B. Zoltowski                                  |
| 19388 -              | 1998 DQ3     | 22 tháng 2 năm 1998  | Haleakala      | NEAT                                             |
| 19389 -              | 1998 DD14    | 27 tháng 2 năm 1998  | Caussols       | ODAS                                             |
| 19390 -              | 1998 DK14    | 24 tháng 2 năm 1998  | Farra d'Isonzo | Farra d'Isonzo                                   |
| 19391 -              | 1998 DR15    | 22 tháng 2 năm 1998  | Haleakala      | NEAT                                             |
| 19392 Oyamada        | 1998 DW31    | 22 tháng 2 năm 1998  | Nanyo          | T. Okuni                                         |
| 19393 Davidthompson  | 1998 DT33    | 27 tháng 2 năm 1998  | La Silla       | E. W. Elst                                       |
| 19394 -              | 1998 DA34    | 27 tháng 2 năm 1998  | La Silla       | E. W. Elst                                       |
| 19395 Barrera        | 1998 EP1     | 2 tháng 3 năm 1998   | Caussols       | ODAS                                             |
| 19396 -              | 1998 EV1     | 2 tháng 3 năm 1998   | Caussols       | ODAS                                             |
| 19397 Lagarini       | 1998 ER3     | 3 tháng 3 năm 1998   | Caussols       | ODAS                                             |
| 19398 Creedence      | 1998 EM8     | 2 tháng 3 năm 1998   | Sormano        | P. Sicoli, P. Ghezzi                             |
| 19399 -              | 1998 EP10    | 1 tháng 3 năm 1998   | La Silla       | E. W. Elst                                       |
| 19400 Emileclaus     | 1998 EC11    | 1 tháng 3 năm 1998   | La Silla       | E. W. Elst                                       |